# تفجير السفارة الدنماركية في إسلام آباد 2008
تفجير السفارة الدنماركية في إسلام آباد، هو تفجير وقع في 2 يونيو 2008 هجوم بسيارة مفخخة في ساحة انتظار السيارات حوالي الساعة 12:10 مساء بتقيت باكستان (UTC + 5) ، مما أسفر عن مقتل ما لا يقل عن ستة وجرح العشرات، وخلصت وكالة الاستخبارات الوطنية الدنماركية إلى أن القاعدة كانت وراء الهجوم. وأعلنت القاعدة مسؤوليتها عن الهجوم في 5 يونيو 2008، وأن هذا الهجوم كان بمثابة رد على إعادة نشر الرسوم الكاريكاتورية التي نشرتها الصحيفة الدنماركية يولاندس بوستن في فبراير 2006، وكذلك على وجود القوات الدنماركية في أفغانستان.